# پل کامپتون
پل کامپتون (انگلیسی: Paul Compton؛ زادهٔ ۶ ژوئن ۱۹۶۱) بازیکن فوتبال اهل بریتانیا است.
از باشگاه‌هایی که در آن بازی کرده‌است می‌توان به باشگاه فوتبال بیدفورد، باشگاه فوتبال نیوپورت کانتی، باشگاه فوتبال تورکی یونایتد، باشگاه فوتبال ویموث، باشگاه فوتبال ای‌اف‌سی بورنموث، و باشگاه فوتبال باشلی اشاره کرد.